# Galatasaray Spor Kulübü 2021-2022
Questa voce raccoglie le informazioni riguardanti il Galatasaray Spor Kulübü nelle competizioni ufficiali della stagione 2021-2022.

## Maglie e sponsor
Per la stagione 2021-2022 lo sponsor tecnico del Galatasaray è Nike, mentre lo sponsor ufficiale è Sixt.
| Casa | Trasferta | Terza divisa |

## Rosa
In corsivo i calciatori ceduti durante la stagione 
| N. |                        | Ruolo | Calciatore                  |
| -- | ---------------------- | ----- | --------------------------- |
| 1  | Uruguay (bandiera)     | P     | Fernando Muslera (capitano) |
| 2  | Stati Uniti (bandiera) | D     | DeAndre Yedlin              |
| 3  | Norvegia (bandiera)    | D     | Omar Elabdellaoui           |
| 4  | Turchia (bandiera)     | C     | Taylan Antalyalı            |
| 5  | Turchia (bandiera)     | D     | Alpaslan Öztürk             |
| 6  | Paesi Bassi (bandiera) | D     | Patrick van Aanholt         |
| 7  | Turchia (bandiera)     | A     | Kerem Aktürkoğlu            |
| 8  | Paesi Bassi (bandiera) | A     | Ryan Babel                  |
| 9  | Colombia (bandiera)    | A     | Radamel Falcao              |
| 11 | Egitto (bandiera)      | A     | Mostafa Mohamed             |
| 12 | Brasile (bandiera)     | C     | Gustavo Assunção            |
| 13 | Turchia (bandiera)     | P     | İsmail Çipe                 |
| 15 | Cile (bandiera)        | C     | Erick Pulgar                |
| 17 | Turchia (bandiera)     | C     | Oğulcan Çağlayan            |
| 18 | Francia (bandiera)     | A     | Bafétimbi Gomis             |
| 19 | Turchia (bandiera)     | C     | Ömer Bayram                 |
| 20 | Turchia (bandiera)     | C     | Emre Akbaba                 |
| 21 | Romania (bandiera)     | C     | Olimpiu Morutan             |
| 22 | Turchia (bandiera)     | C     | Berkan Kutlu                |

| N. |                         | Ruolo | Calciatore          |
| -- | ----------------------- | ----- | ------------------- |
| 23 | Turchia (bandiera)      | D     | Emre Taşdemir       |
| 24 | Turchia (bandiera)      | D     | Kaan Arslan         |
| 25 | Danimarca (bandiera)    | D     | Victor Nelsson      |
| 26 | Spagna (bandiera)       | P     | Iñaki Peña          |
| 27 | RD del Congo (bandiera) | D     | Christian Luyindama |
| 30 | Turchia (bandiera)      | C     | Atalay Babacan      |
| 33 | Romania (bandiera)      | C     | Alexandru Cicâldău  |
| 35 | Turchia (bandiera)      | C     | Aytaç Kara          |
| 53 | Turchia (bandiera)      | C     | Barış Alper Yılmaz  |
| 54 | Turchia (bandiera)      | C     | Emre Kılınç         |
| 66 | Turchia (bandiera)      | C     | Arda Turan          |
| 67 | Turchia (bandiera)      | A     | Halil Dervişoğlu    |
| 70 | Turchia (bandiera)      | A     | Yunus Akgün         |
| 77 | Nigeria (bandiera)      | C     | Jesse Sekidika      |
| 88 | Turchia (bandiera)      | D     | Semih Kaya          |
| 89 | Algeria (bandiera)      | C     | Sofiane Feghouli    |
| 90 | Senegal (bandiera)      | A     | Mbaye Diagne        |
| 93 | Francia (bandiera)      | D     | Sacha Boey          |
| 98 | Turchia (bandiera)      | P     | Berk Balaban        |
| 99 | Turchia (bandiera)      | P     | Fatih Öztürk        |

## Risultati

### Coppa di Turchia
| Arbitro: | Volkan Bayarslan |

|                                                           |                      |                                                     |
| Öztürk 30’ Dervişoğlu 49’ Mohamed 50’                     | Marcatori            | 9’ Depe 38’ Darri 90+8’ (aut.) Nelsson              |
| Nelsson Dervişoğlu Antalyalı Mohamed van Aanholt Çağlayan | Tiri di rigore 5 – 6 | Süzen Gönülaçar Çeçenoğlu Özdemir Sünger Schwechlen |

### UEFA Champions League

#### Secondo turno preliminare
| Arbitro: | Alejandro Hernández |

|                                    |           |                 |
| Zahavi 2’, 35’, 84’ Götze 51’, 88’ | Marcatori | 42’ Emre Kılınç |

| Arbitro: | Massimiliano Irrati |

|            |           |                            |
| Diagne 84’ | Marcatori | 37’ Madueke 59’ Van Ginkel |

### UEFA Europa League

#### Turni preliminari di qualificazione

##### Terzo turno preliminare
| Arbitro: | Sandro Schärer |

|          |           |                 |
| Boey 60’ | Marcatori | 58’ (rig.) Kerr |

| Arbitro: | Andris Treimanis |

|                                  |           |                                                     |
| Çipe 37’ (aut.) O'Halloran 90+4’ | Marcatori | 30’ Diagne 64’ Aktürkoğlu 70’ Feghouli 90+2’ Kılınç |

##### Spareggi
| Arbitro: | Jesús Gil Manzano |

|               |           |                |
| Lauenborg 54’ | Marcatori | 26’ Aktürkoğlu |

| Arbitro: | Aljaksej Kul'bakoŭ |

|                                      |           |          |
| Van Aanholt 48’ Lauenborg 59’ (aut.) | Marcatori | 11’ Egho |

#### Fase a gironi
| Arbitro: | Matej Jug |

|                      |           |  |
| Strakosha 67’ (aut.) | Marcatori |  |

| Marsiglia 30 settembre 2021, ore 21:00 CEST 2ª giornata | Olympique Marsiglia | 0 – 0 referto | Galatasaray | Stadio Vélodrome (49 870 spett.)\| Arbitro: \| Paweł Raczkowski \| |
| Arbitro:                                                | Paweł Raczkowski    |               |             |                                                                    |

| Arbitro: | Harald Lechner |

|  |           |                |
|  | Marcatori | 82’ Aktürkoğlu |

| Arbitro: | Sandro Schärer |

|              |           |            |
| Feghouli 43’ | Marcatori | 73’ Kamano |

| Arbitro: | Tobias Stieler |

|                                                           |           |                |
| Cicâldău 12’ Ćaleta-Car 30’ (aut.) Feghouli 64’ Babel 83’ | Marcatori | 68’, 85’ Milik |

| Roma 9 dicembre 2021, ore 21:00 CET 6ª giornata | Lazio                   | 0 – 0 referto | Galatasaray | Stadio Olimpico (13 178 spett.)\| Arbitro: \| Carlos del Cerro Grande \| |
| Arbitro:                                        | Carlos del Cerro Grande |               |             |                                                                          |

#### Fase a eliminazione diretta

##### Ottavi di finale
| Barcellona 10 marzo 2022, ore 21:00 CET Ottavi di finale - Andata | Barcellona     | 0 – 0 referto | Galatasaray | Camp Nou (61 740 spett.)\| Arbitro: \| Benoît Bastien \| |
| Arbitro:                                                          | Benoît Bastien |               |             |                                                          |

| Arbitro: | Daniele Orsato |

|            |           |                          |
| Marcão 29’ | Marcatori | 37’ Pedri 49’ Aubameyang |

## Statistiche

### Statistiche di squadra
| Competizione     | Punti | In casa | In casa | In casa | In casa | In casa | In casa | In trasferta | In trasferta | In trasferta | In trasferta | In trasferta | In trasferta | Totale | Totale | Totale | Totale | Totale | Totale | DR |
| Competizione     | Punti | G       | V       | N       | P       | Gf      | Gs      | G            | V            | N            | P            | Gf           | Gs           | G      | V      | N      | P      | Gf     | Gs     | DR |
| ---------------- | ----- | ------- | ------- | ------- | ------- | ------- | ------- | ------------ | ------------ | ------------ | ------------ | ------------ | ------------ | ------ | ------ | ------ | ------ | ------ | ------ | -- |
| Süper Lig        | 52    | 19      | 10      | 3       | 6       | 31      | 23      | 19           | 4            | 7            | 8            | 20           | 30           | 38     | 14     | 10     | 14     | 51     | 53     | -2 |
| Coppa di Turchia | -     | 1       | 0       | 1       | 0       | 3       | 3       | -            | -            | -            | -            | -            | -            | 1      | 0      | 1      | 0      | 3      | 3      | 0  |
| Champions League | -     | 1       | 0       | 0       | 1       | 1       | 2       | 1            | 0            | 0            | 1            | 2            | 5            | 2      | 0      | 0      | 2      | 2      | 7      | -5 |
| Europa League    |       | 6       | 3       | 2       | 1       | 10      | 7       | 6            | 2            | 4            | 0            | 6            | 3            | 12     | 5      | 6      | 1      | 16     | 10     | +6 |
| Totale           |       | 27      | 13      | 6       | 8       | 45      | 35      | 26           | 6            | 11           | 9            | 28           | 38           | 53     | 19     | 17     | 17     | 72     | 73     | -1 |

### Andamento in campionato
| Giornata  | 1 | 2 | 3 | 4 | 5 | 6  | 7  | 8 | 9 | 10 | 11 | 12 | 13 | 14 | 15 | 16 | 17 | 18 | 19 | 20 | 21 | 22 | 23 | 24 | 25 | 26 | 27 | 28 | 29 | 30 | 31 | 32 | 33 | 34 | 35 | 36 | 37 | 38 |
| --------- | - | - | - | - | - | -- | -- | - | - | -- | -- | -- | -- | -- | -- | -- | -- | -- | -- | -- | -- | -- | -- | -- | -- | -- | -- | -- | -- | -- | -- | -- | -- | -- | -- | -- | -- | -- |
| Luogo     | T | C | T | T | C | T  | C  | T | C | T  | C  | T  | C  | T  | C  | T  | C  | T  | C  | C  | T  | C  | C  | T  | C  | T  | C  | T  | C  | T  | C  | T  | C  | T  | C  | T  | C  | T  |
| Risultato | V | V | N | N | P | P  | V  | V | V | P  | V  | N  | P  | N  | N  | P  | N  | P  | V  | P  | P  | P  | P  | N  | N  | V  | V  | P  | V  | P  | V  | P  | V  | V  | P  | N  | V  | N  |
| Posizione | 4 | 3 | 4 | 5 | 9 | 11 | 10 | 8 | 6 | 8  | 6  | 4  | 8  | 8  | 7  | 9  | 11 | 12 | 10 | 12 | 13 | 13 | 15 | 13 | 13 | 13 | 12 | 12 | 11 | 15 | 13 | 14 | 12 | 12 | 13 | 13 | 11 | 13 |

Legenda:

Luogo: C = Casa; T = Trasferta. Risultato: V = Vittoria; N = Pareggio; P = Sconfitta.